# Zana Nimani
Zana Nimani (serb. Зана Нимани; ur. wrzesień 1961 w Belgradzie) – jugosłowiańska i serbska wokalistka rockowa oraz prawniczka pochodzenia albańskiego.

## Życiorys
Swoje dzieciństwo spędziła w Belgradzie, podczas nauki rozpoczęła karierę muzyczną jako wokalistka rockowych zespołów Avala oraz Suton. W 1979 roku została członkinią zespołu Zana, który na początku lat 80. zdobył popularność w Jugosławii; jednocześnie Nimani związana była z zespołem Divlji Anđeli. W 1985 roku opuściła Zanę, by rozpocząć karierę solową, rok później wydała album Noćas pevam samo tebi. Ostatecznie wycofała się z życia publicznego, a w 1991 roku wraz z rodziną wyemigrowała do Kanady, gdzie pracowała jako prawniczka.

## Życie prywatne
Ma starszego brata. Zamężna z Đorđe Šiškinem, z którym ma córkę Teę.